# Massimiliano II Emanuele di Baviera
Massimiliano II Emanuele Ludovico Maria Giuseppe Cayetano Antonio Nicola Francesco Ignazio Felice di Baviera (Monaco di Baviera, 11 luglio 1662 – Monaco di Baviera, 26 febbraio 1726) principe elettore di Baviera, fu duca della Baviera superiore ed inferiore e del Palatinato superiore e, dal 1692 al 1706, ricoprì l'incarico di governatore dei Paesi Bassi spagnoli.
Ebbe i soprannomi di "Massimiliano il munifico" o "il Principe azzurro", quest'ultimo datogli direttamente dagli ottomani durante la Grande guerra turca nella quale prese servizio come generale al servizio degli imperiali e dove si distingueva appunto per l'uniforme blu.

## Biografia

### Infanzia
Massimiliano Emanuele era il figlio primogenito del principe elettore Ferdinando Maria di Wittelsbach (1636 – 1679) e di Adelaide di Savoia (1636 – 1676), figlia a sua volta di Vittorio Amedeo I, duca di Savoia.
Sua madre, al momento della sua nascita, ricevette come ringraziamento per la tanto attesa nascita dell'erede al trono bavarese, i fondi per la costruzione del Castello di Nymphenburg che divenne una delle residenze estive preferite dalla famiglia Wittelsbach. Sempre per la medesima occasione venne eretta a Monaco la Theatinerkirche.

### Guerra contro i Turchi

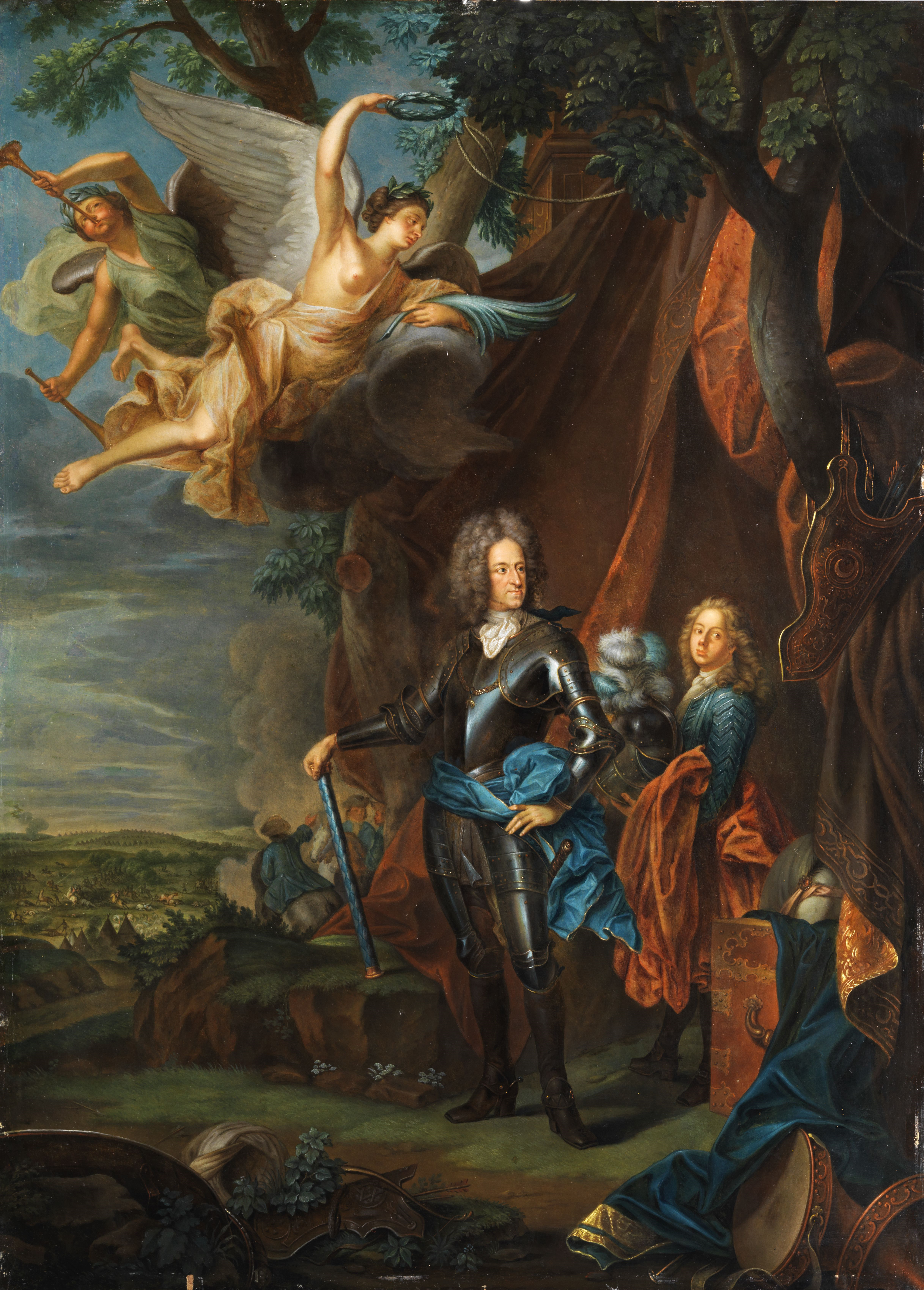
Massimiliano II Emanuele incoronato dalla Vittoria presso il campo di battaglia e vicino alla sua tenda d'accampamento

Massimiliano Emanuele assunse il governo del paese alla morte del padre nel 1679, rimanendo inizialmente sotto tutela di suo zio Filippo Massimiliano di Leuchtenberg. Subito iniziò un'azione di modernizzazione delle strutture, in particolare quella dell'esercito per la quale si ispirò al modello francese.
Egli mutò la politica estera del padre, che si preoccupava di tenere la Baviera fuori dai confronti fra le grandi potenze di allora, intervenendo attivamente nella politica europea. Scoppiata la guerra fra l'Austria e l'Impero ottomano (1683 – 1699), i turchi di Kara Mustafa giunsero nel 1683 ad assediare Vienna. Il principe elettore di Baviera corse in aiuto dell'imperatore unendo il suo esercito alle truppe imperiali comandate dal duca Carlo V di Lorena che, con l'intervento del re di Polonia Giovanni III Sobieski, riuscì a liberare la città dall'assedio.
Il comportamento in battaglia delle truppe bavaresi ed il valore dimostrato in combattimento dal principe Massimiliano procurarono a quest'ultimo la fama di eccellente comandante. Cinque anni dopo il “principe azzurro”, come fu chiamato per la sua uniforme, condusse l'assedio di Belgrado e ne ottenne la capitolazione (avvenuta il 6 settembre 1688 con una strage operata dopo l'espugnazione da parte dei soldati tedeschi): egli divenne quindi famoso in Europa come “vincitore dei turchi” ed ottenne dall'imperatore Leopoldo I il titolo di generalissimo.

### Primo matrimonio
Sposò il 15 luglio 1685 l'arciduchessa d'Austria Maria Antonia (1669 - 1692), figlia dell'imperatore Leopoldo I, dalla quale ebbe tre figli.

### Secondo matrimonio
Tre anni dopo la morte della prima consorte, sposò Teresa Cunegonda, principessa di Polonia (1676 – 1730), figlia del re Giovanni III Sobieski e della sua consorte Maria Casimira Luisa de la Grange d'Arquien, dalla quale ebbe nove figli.

### Guerra di successione spagnola

Stemma di Massimiliano come Sovrano del Lussemburgo e del Namur

Allo scoppio della guerra di successione spagnola nel 1701, Massimiliano si schierò a fianco della Francia di Luigi XIV, guadagnandosi presso i principi tedeschi la nomea di traditore (molto probabilmente Massimiliano contava in una strepitosa vittoria sull'Austria che gli avrebbe permesso di proporsi ai principi elettori come imperatore del Sacro Romano Impero, al posto degli Asburgo). Nel 1702 occupò Ulma, ove attese l'arrivo delle truppe francesi comandate dal maresciallo di Francia Villars, alle quali unì le sue nel maggio dell'anno successivo conquistando quasi tutto il Tirolo fino a Vipiteno.
Il 13 agosto 1704 affrontò con le truppe del generale francese Camillo d'Hostun, conte di Tallard l'esercito della Grande alleanza imperiale, comandato dal duca di Marlborough e dal principe Eugenio di Savoia presso Blenheim. La conseguenza della battaglia, che fu decisiva anche se non l'ultima, nella guerra di successione spagnola, fu l'esilio del principe Massimiliano che, prima di riparare in Francia, affidò alla moglie Teresa Cunegonda la reggenza della Baviera.
Con la consorte di Massimiliano la Grande alleanza concordò dapprima un armistizio, quindi il 7 novembre 1704 fu firmato il trattato di Ilbesheim, con il quale si convenne lo scioglimento dell'esercito bavarese, lo smantellamento delle fortificazioni ed il protettorato austriaco. Alla principessa rimase solo l'amministrazione del territorio. Con Massimiliano fu bandito dalla terra di Baviera e da Colonia anche al fratello Giuseppe Clemente, principe elettore di Colonia. L'esecuzione del trattato fu affidata al principe Eugenio di Savoia, uno dei vincitori di Höchstädt, che dimostrò il suo pugno di ferro reprimendo le rivolte dei bavaresi contro le imposte ed i reclutamenti forzati, voluti dall'imperatore, a Sendling e ad Aidenbach.

### Trattati di pace e ultimi anni
In una conferenza a Utrecht, il 22 marzo, Massimiliano riceve dall'imperatore (Carlo VI) la garanzia che gli verrà ceduta la Sardegna col titolo di Re. L'8 maggio Massimiliano sottoscrive un trattato in cui egli rinuncia al possesso dei Paesi Bassi spagnoli in cambio del regno di Sardegna. Nel Trattato di Utrecht firmato nei mesi di marzo-aprile 1713 a Massimiliano fu ceduta la Sardegna col titolo di re. In una conferenza a Utrecht del 15 maggio i plenipotenziari dell'Imperatore, d'Inghilterra e della Francia confermano nel protocollo della conferenza la cessione della Sardegna col titolo di Re al principe elettore di Baviera.
Nel frattempo, il 21 maggio, Massimiliano festeggia il suo successo con una grande festa a Suresnes (Francia) come futuro re di Sardegna. L'8 luglio l'imperatore non firmò il trattato di Utrecht a causa della prevista cessione della Sardegna a Max Emanuel e dichiarò nuovamente guerra alla Francia. A Madrid intanto l'inviato del principe elettore bavarese, il conte Louis d'Albert, preparava insieme all'esule Vincenzo Bacallar Sanna un piano dettagliato (Projet sur la Sardaigne) per la conquista militare dell'isola.
Nel marzo 1714 a Rastatt la Francia sottoscrisse il trattato di pace con l'imperatore, a cui furono confermati i suoi possedimenti italiani e la Sardegna. Nel trattato la cessione della Sardegna a Max Emanuel non viene più menzionata. L'articolo XVIII del trattato offre a Max Emanuel la possibilità di scambiare la Baviera con un altro paese. I piani per la conquista militare della Sardegna da parte del principe elettore bavarese non vengono eseguiti.
L'esilio terminò nel 1715 con la fine della guerra di successione e Massimiliano poté rientrare in Baviera come principe elettore. Gli anni seguenti furono assai tranquilli, Massimiliano si dedicò alla collezione di opere d'arte, alla ricostruzione del castello di Schleißheim, interrotta durante la guerra, ed alla costruzione del castello di Fürstenried.

## Discendenza
Massimiliano e Maria Antonia d'Austria, sua prima moglie, ebbero tre figli: 
- Leopoldo Ferdinando (nato e morto nel 1689);
- Antonio (nato e morto nel 1690);
- Giuseppe Ferdinando Leopoldo (1692 – 1699), principe elettore di Baviera e principe delle Asturie ma che morì nel 1699.

Nel marzo 1693 si fidanzò con la principessa Leopoldina Eleonora (1679-1693), figlia dell'elettore palatino Filippo Guglielmo, che morì tre settimane dopo.
Dal secondo matrimonio con Teresa Cunegonda di Polonia nacquero nove figli:
- Maria Anna Carolina (1696 – 1750), entrata nel convento delle clarisse in Monaco con il nome di Teresa Emanuela del Cuor di Gesù;
- Carlo VII Alberto (1697 – 1745), principe elettore di Baviera. Sposò Maria Amalia d'Asburgo (1701 – 1756);
- Filippo Maurizio Maria (1698 – 1719);
- Ferdinando Maria Innocenzo di Baviera (1699 – 1738), feldmaresciallo imperiale;
- Clemente Augusto (1700 – 1761), principe elettore ed arcivescovo di Colonia;
- Guglielmo (1701 – 1704);
- Aloisio Giovanni Adolfo (1702 – 1705);
- Giovanni Teodoro (1703 – 1763), cardinale, principe-vescovo di Ratisbona, Freising e Lüttich;
- Massimiliano Emanuele Tommaso (1704 – 1709).

È documentata inoltre l'esistenza di almeno altri tre figli avuti da due amanti.

## Ascendenza
|                                       |                            |                                       | Genitori                  |  |  | Nonni |  |  | Bisnonni               |  |  | Trisnonni            |  |
|                                       |                            |                                       |                           |  |  |       |  |  | Guglielmo V di Baviera |  |  | Alberto V di Baviera |  |
|                                       |                            |                                       |                           |  |  |       |  |  | Guglielmo V di Baviera |  |  | Alberto V di Baviera |  |
|                                       |                            | Anna d'Austria                        |                           |  |  |       |  |  | Guglielmo V di Baviera |  |  |                      |  |
| Massimiliano I, elettore di Baviera   |                            |                                       |                           |  |  |       |  |  | Guglielmo V di Baviera |  |  |                      |  |
|                                       |                            | Renata di Lorena                      | Francesco I di Lorena     |  |  |       |  |  |                        |  |  |                      |  |
|                                       |                            | Renata di Lorena                      | Francesco I di Lorena     |  |  |       |  |  |                        |  |  |                      |  |
|                                       |                            | Renata di Lorena                      | Cristina di Danimarca     |  |  |       |  |  |                        |  |  |                      |  |
| Ferdinando Maria, Elettore di Baviera |                            | Renata di Lorena                      |                           |  |  |       |  |  |                        |  |  |                      |  |
|                                       |                            | Ferdinando II del Sacro Romano Impero | Carlo II d'Austria        |  |  |       |  |  |                        |  |  |                      |  |
|                                       |                            | Ferdinando II del Sacro Romano Impero | Carlo II d'Austria        |  |  |       |  |  |                        |  |  |                      |  |
|                                       |                            | Ferdinando II del Sacro Romano Impero | Maria Anna di Wittelsbach |  |  |       |  |  |                        |  |  |                      |  |
| Maria Anna d'Asburgo                  |                            | Ferdinando II del Sacro Romano Impero |                           |  |  |       |  |  |                        |  |  |                      |  |
|                                       |                            | Maria Anna di Baviera                 | Guglielmo V di Baviera    |  |  |       |  |  |                        |  |  |                      |  |
|                                       |                            | Maria Anna di Baviera                 | Guglielmo V di Baviera    |  |  |       |  |  |                        |  |  |                      |  |
|                                       |                            | Maria Anna di Baviera                 | Renata di Lorena          |  |  |       |  |  |                        |  |  |                      |  |
| Massimiliano II Emanuele di Baviera   |                            | Maria Anna di Baviera                 |                           |  |  |       |  |  |                        |  |  |                      |  |
|                                       | Carlo Emanuele I di Savoia | Emanuele Filiberto di Savoia          |                           |  |  |       |  |  |                        |  |  |                      |  |
|                                       | Carlo Emanuele I di Savoia | Emanuele Filiberto di Savoia          |                           |  |  |       |  |  |                        |  |  |                      |  |
|                                       | Carlo Emanuele I di Savoia | Margherita di Valois                  |                           |  |  |       |  |  |                        |  |  |                      |  |
| Vittorio Amedeo I di Savoia           | Carlo Emanuele I di Savoia |                                       |                           |  |  |       |  |  |                        |  |  |                      |  |
|                                       |                            | Caterina Michela d'Asburgo            | Filippo II di Spagna      |  |  |       |  |  |                        |  |  |                      |  |
|                                       |                            | Caterina Michela d'Asburgo            | Filippo II di Spagna      |  |  |       |  |  |                        |  |  |                      |  |
|                                       |                            | Caterina Michela d'Asburgo            | Elisabetta di Valois      |  |  |       |  |  |                        |  |  |                      |  |
| Enrichetta Adelaide di Savoia         |                            | Caterina Michela d'Asburgo            |                           |  |  |       |  |  |                        |  |  |                      |  |
|                                       |                            | Enrico IV di Francia                  | Antonio di Borbone        |  |  |       |  |  |                        |  |  |                      |  |
|                                       |                            | Enrico IV di Francia                  | Antonio di Borbone        |  |  |       |  |  |                        |  |  |                      |  |
|                                       |                            | Enrico IV di Francia                  | Giovanna III di Navarra   |  |  |       |  |  |                        |  |  |                      |  |
| Maria Cristina di Borbone-Francia     |                            | Enrico IV di Francia                  |                           |  |  |       |  |  |                        |  |  |                      |  |
|                                       |                            | Maria de' Medici                      | Francesco I de' Medici    |  |  |       |  |  |                        |  |  |                      |  |
|                                       |                            | Maria de' Medici                      | Francesco I de' Medici    |  |  |       |  |  |                        |  |  |                      |  |
|                                       |                            | Maria de' Medici                      | Giovanna d'Austria        |  |  |       |  |  |                        |  |  |                      |  |
|                                       |                            | Maria de' Medici                      |                           |  |  |       |  |  |                        |  |  |                      |  |